# OK Liga Femenina
La OK Liga Femenina es la máxima categoría femenina del sistema de ligas de hockey patines en España. Está organizada por la RFEP, al igual que la liga masculina.
Se celebra desde la temporada 2008-2009, cuando sucedió al Campeonato de España de hockey sobre patines femenino.

## Historial
| Año     | Campeón                 | Subcampeón              | Tercero                 | Cuarto                  |
| ------- | ----------------------- | ----------------------- | ----------------------- | ----------------------- |
| 2008-09 | C.P. Gijón Solimar      | C.P. Alcorcón           | C.P. Rivas              | C.P. Mieres             |
| 2009-10 | CH Cerdanyola           | C.P. Gijón Solimar      | C.P. Voltregà           | CE Arenys de Munt       |
| 2010-11 | C.P. Voltregà           | CE Arenys de Munt       | Girona CH               | C.P. Gijón Solimar      |
| 2011-12 | C.P. Voltregà           | Girona CH               | Igualada H.C.           | C.P. Gijón Solimar      |
| 2012-13 | C.P. Voltregà           | C.P. Gijón Solimar      | Girona CH               | C.P. Alcorcón           |
| 2013-14 | C.P. Voltregà           | C.P. Manlleu            | C.P. Gijón Solimar      | C.P. Vilanova           |
| 2014-15 | H.C. Palau de Plegamans | C.P. Voltregà           | C.P. Manlléu            | C.P. Gijón Solimar      |
| 2015-16 | C.P. Voltregà           | C.P. Manlleu            | C.P. Gijón Solimar      | H.C. Palau de Plegamans |
| 2016-17 | C.P. Gijón Solimar      | C.P. Voltregà           | H.C. Palau de Plegamans | C.H.P. Bigues Riells    |
| 2017-18 | C.P. Gijón Solimar      | C.P. Manlleu            | C.P. Voltregà           | H.C. Palau de Plegamans |
| 2018-19 | H.C. Palau de Plegamans | C.P. Manlleu            | C.P. Gijón Solimar      | C. P. Las Rozas         |
| 2019-20 | C.P. Manlleu            | Cerdanyola C.H.         | H.C. Palau de Plegamans | C.P. Voltregà           |
| 2020-21 | H.C. Palau de Plegamans | C.P. Manlléu            | C.P. Gijón Solimar      | Cerdanyola C.H.         |
| 2021-22 | H.C. Palau de Plegamans | C.P. Gijón Solimar      | C.P. Vila-sana          | C.P. Manlléu            |
| 2022-23 | C.P. Gijón Solimar      | H.C. Palau de Plegamans | C.P. Vila-sana          | C.P. Manlléu            |
| 2023-24 | H.C. Palau de Plegamans | CP Esneca Fraga         | C.P. Gijón Solimar      | C.P. Vila-sana          |
| 2024-25 | C.P. Gijón Solimar      | CP Esneca Fraga         | C.P. Vila-sana          | H.C. Palau de Plegamans |

## Palmarés
| Club                  | Títulos | Subtítulos | Años campeón                 |
| --------------------- | ------- | ---------- | ---------------------------- |
| CP Gijón              | 5       | 3          | 2009, 2017, 2018, 2023, 2025 |
| CP Voltregá           | 5       | 2          | 2011, 2012, 2013, 2014, 2016 |
| HC Palau de Plegamans | 5       | 1          | 2015, 2019, 2021, 2022, 2024 |
| CH Cerdanyola         | 1       | 1          | 2010                         |
| CP Manlleu            | 1       | 5          | 2020                         |
| CP Esneca Fraga       | 0       | 2          |                              |
| CP Alcorcón           | 0       | 1          |                              |
| Girona CH             | 0       | 1          |                              |
| CE Arenys de Munt     | 0       | 1          |                              |